# 舍訥貝克奧厄河

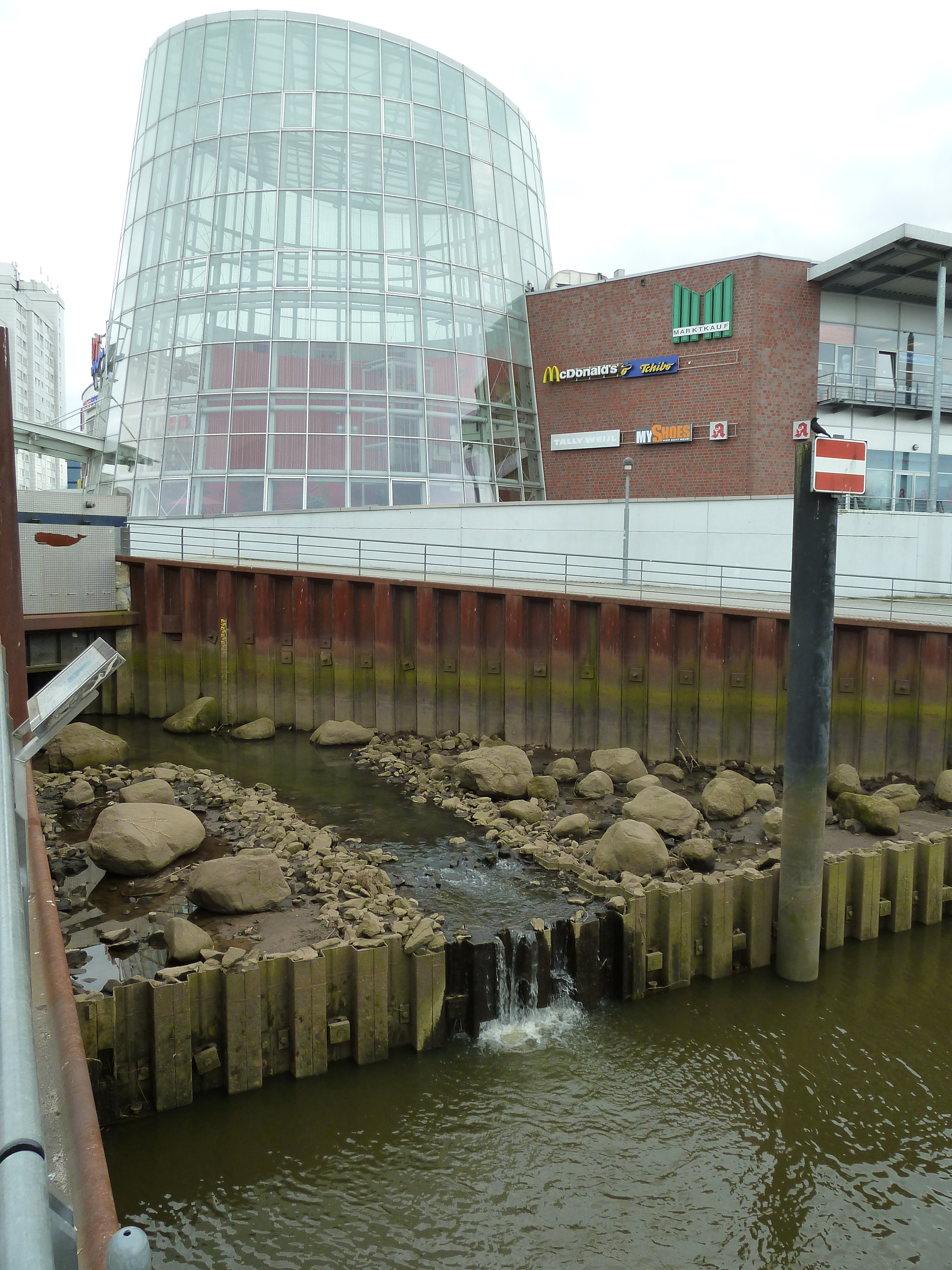

53°10′04″N 8°37′25″E / 53.1678°N 8.6235°E
舍訥貝克奧厄河（德語：Schönebecker Aue），是德國的河流，位於該國西北部，流經不來梅州和下薩克森州，屬於威悉河的支流，河道全長17.7公里，發源自奧斯特霍爾茨縣。